# Diseño del paisaje

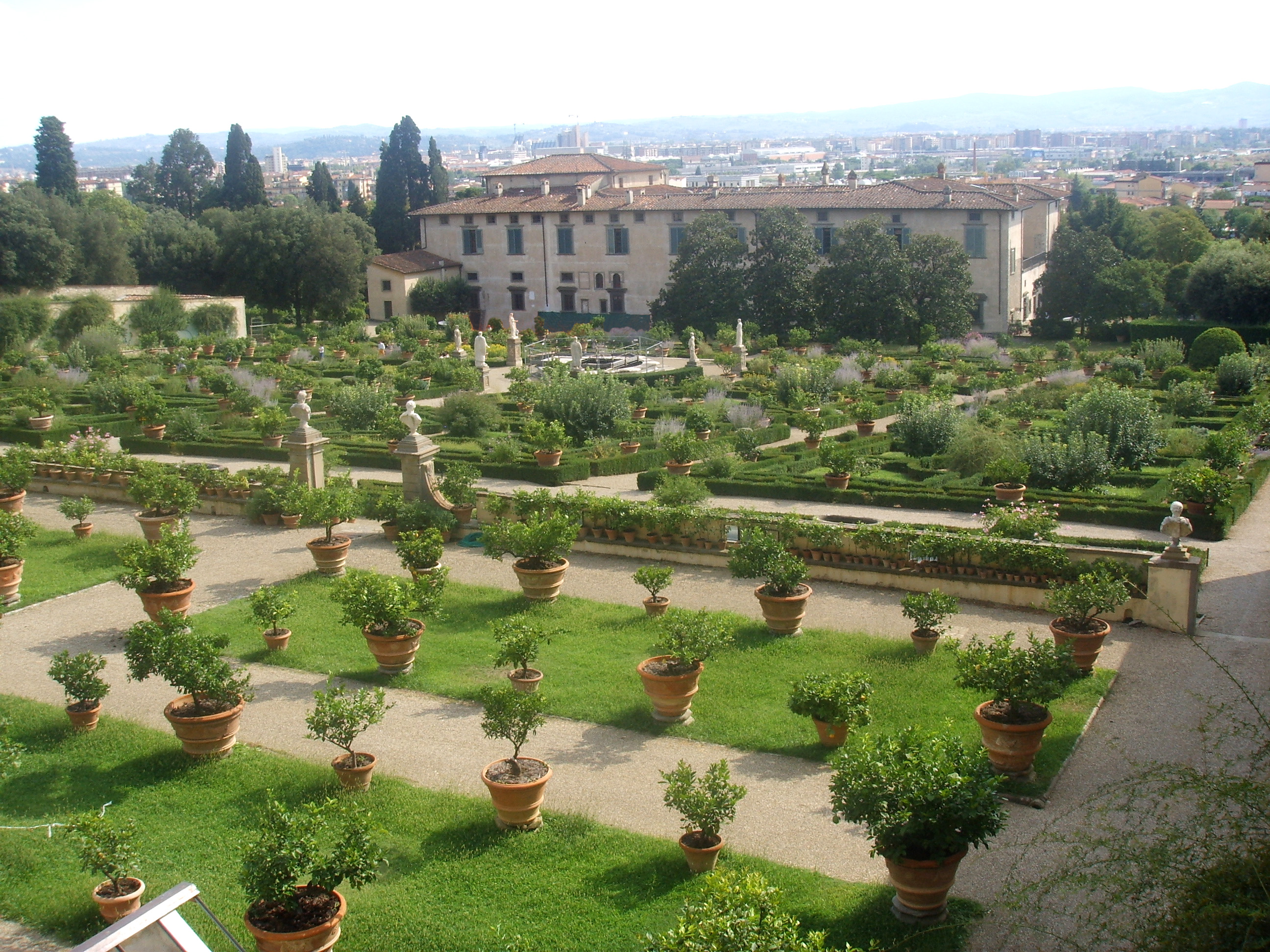
Jardín del Parco Di Castello en Florencia, Italia

El diseño de paisaje o diseño paisajista es similar al Paisajismo. El diseño de paisaje se enfoca más en los méritos artísticos del diseño, mientras que la arquitectura paisajista, de paisaje o simplemente paisajismo envuelve el diseño artístico tanto como la ingeniería estructural. 
El diseño de paisaje y la arquitectura paisajista  toman en cuenta ambos, el terreno, el drenaje, el clima y otros asuntos, ya que supervivencia de las plantas dependen de estos. La Arquitectura de Paisaje puede requerir una licencia en algunos países. El establecimiento de las plantas en un paisaje durante un tiempo determinado no es considerado diseño paisajístico, aunque si es considerado como "Gestión del paisaje". Diseño de Paisaje y de jardines son considerados sinónimos. Arquitectura paisajista y diseño del paisaje pueden y debieran, abarcar el diseño de jardines, gestión de paisaje, ingeniería de paisaje, detallamiento de paisaje, paisajismo urbano y paisajismo regional.
Tradicionalmente, los diseñadores y arquitectos paisajistas han usado siempre el lápiz y el papel para tramar la posición de las plantas y otras características del paisaje. El software para el diseño paisajista se ha vuelto una elección popular desde el advenimiento de la computadora personal.
Culturalmente, los arquitectos paisajistas son con frecuencia asociados con proyectos de gran  magnitud, mientras que los diseñadores paisajistas son asociados con proyectos de menor envergadura.